# 김녕 김씨
김녕 김씨(金寧 金氏)는 경상남도 김해시를 관향으로 하는 한국의 성씨이다. 시조 김시흥(金時興)은 고려조에 평장사를 역임하고 김녕군(金寧君)에 봉해졌다고 한다. 수원 김씨에서 분관하였다고 한다. 후 김해 김씨(後 金海 金氏) 또는 금녕 김씨라고도 한다.

## 역구
시조 김시흥(金時興)은 신라 경순왕(敬順王)의 후예로 고려 인종때 평장사(平章事)를 역임하고 묘청의 난을 진압하는데 공을 세워 김녕군(金寧君)에 봉해졌다고 한다. 그는 고려 현종 때 정란공신으로 은자광록대부 문하시랑평장사 태자소보(太子少保) 수성군(隨城君) 김품언(金禀言)의 고손인 동정공(同正公) 김봉기(金鳳麒)의 넷째 아들이라 한다.
고려 말 김녕(金寧)의 지명이 김해(金海)로 바뀌어 후손들이 김해(金海)를 본관으로 하였다. 그런데 가락국(駕洛國) 수로왕(首露王) 후예들도 본관을 김해(金海)로 써오고 있어 양 김씨(金氏)를 구별하기 위하여 수로왕의 후손들을 선김(先金)이라 하고, 김녕군(金寧君) 후손들을 후김(後金)이라 하였다. 조선조 말 1884년(고종 21) 예조(禮曹)의 비준(批准)을 받아 시조가 봉군(封君) 받은 김녕(金寧. 김해의 고호)을 본관으로 복관(復貫) 하였다.
1896년(고종 33) 갑오개혁으로 민적령(民籍令)이 시행되면서 본관(本貫)이 복관(復貫)이 된지도 모른 채 일부 후손들이 옛 본적인 김해(金海)를 그대로 등록하거나 분성(盆城)하였다.
현재 일부는 김녕 김씨 충의공파(忠毅公派), 경주 김씨 백촌공파(白村公派), 김해 김씨 백촌공파(白村公派)로 갈라져 있으며, 또 일부는 김해 본관을 유지시켜 김해 김씨 익화파(益和派),  김해 김씨 종남파(從南派), 김해 김씨 법흥파(法興派), 김해 김씨 종민파(宗敏派) 등으로 남아 있다.
조선조 들어 가문이 크게 현달하지 못했는데, 그 이유는 후손 김문기가 단종 절신 사육신들이 주살당할 때 사건에 연루되어 처형당하면서 집안이 멸문지화 풍비박산 나버렸기 때문이다. 이후 김문기의 신원 회복이 이루어지자 여기저기서 자신들이 후손이라 주장하는 사람들이 늘어났다. 그리하여 조선 헌종~고종 때 본관을 김녕(金寧)으로 되돌린 가장 큰 이유 중 하나라고 한다.

## 본관
김녕(金寧)은 경상남도 김해(金海)의 옛 지명이다. 낙동강(洛東江) 하구 남서쪽에 위치하여 일찍부터 가락국(駕洛國)의 문화 중심지로 발전해 오다가 532년(신라 법흥왕 19) 신라에 병합되어 금관군(金官郡)이 되었다. 680년(문무왕 20)에 금관소경(金官小京)이 되었다가 757년(경덕왕 16) 김해소경(金海小京)으로 고쳤고, 940년(고려 태조 23) 김해부(金海府)로 고쳐 임해(臨海)·금주(金州) 등으로 불렸으며, 1270년(원종 11) 방어사(防禦使) 김훤이 인접지역인 밀성(密城)의 난을 평정하여 김녕도호부(金寧都護府)로 승격되었다가 금주목(金州牧) 김해부(金海府)로 개칭되었다. 조선 태종이 다시 도호부로 고쳤다가 세조 때 진(鎭)을 두었으며, 1895년(고종 32) 지방제도 개정으로 김해군이 되었다. 1995년 행정구역 개편으로 김해군과 통합되어 도농통합시인 김해시가 되었다.

## 분파
영돈녕공파(領敦寧公派):파조 김준, 충의공파(忠毅公派) : 파조 김문기, , 목사공파(牧使公派) : 파조 김형, 충정공파(忠貞公派) : 파조 김준영, 영광군수공파(靈光郡守公派) : 파조 김대영, 병조참의공파(兵曹參議公派) : 파조 김후영, 동지사공파(知事公派) : 파조 김희영, 진천군수공파(鎭川郡守公派) : 파조 김석종, 대사헌공파(大司憲公派) : 파조 김희간, 충경공파(忠敬公派) : 파조 김경세, 서윤공파(庶尹公派) : 파조 김여택, 주부공파(主簿公派) : 파조 김위거, 유수공파(留守公派) : 파조 김안도, 현감공파(縣監公派) : 파조 김정필, 충숙공파(忠肅公派) : 파조 김흔, 송암공파(松菴公派) : 파조 김질, 만은공파(晩隱公派) : 파조 김길상, 진사공파(進士公派) : 파조 김정기, 대사성공파(大司成公派) : 파조 김지, 분성군파(盆城君派) : 파조 김응수, 생원공파(生員公派) : 파조 김보철, 좌승선공파(左承宣公派) : 파조 김계저, 전서공파(典書公派) : 파조 김명로, 판사공파(判事公派) : 파조 김극원, 판서공파(判書公派) : 파조 김전, 도순찰사공파(都巡察使公派) : 파조 김문제, 충민공파(忠愍公派) : 파조 김인찬, 상서공파(尙書公派) : 파조 김문희, 시랑공파(侍郞公派) : 파조 김문백, 직제학공파(直提學公派) : 파조 김문엽, 참찬공파(參贊公派) : 파조 김문강, 부윤공파(副尹公派) : 파조 김문해, 부승선공파(副承宣公派) : 파조 김극준, 승선공파(承宣公派) : 파조 김극중으로 크게 35개 계파를 이루고 있다.

### 분적
김녕 김씨에서 분적한 성씨로는 분성 김씨(盆城 金氏)와 양근 김씨(楊根 金氏)가 있다.

## 정재계

### 고려
- 김향(金珦) : 평장사(平章事)를 역임하였다.
- 김정병(金挺丙) : 병부상서(兵部尙書)를 역임하였다.
- 김광저(金光儲) : 판도판서(版圖判書)를 역임하였다.
- 김극세(金克稅) : 공부시랑(工部侍郞)을 역임하였다.
- 김중원(金重源) : 형부시랑(刑部侍郞) 역임하였다.
- 김현(金峴) : 문하시랑(門下侍郎)을 역임하였다.
- 김광저(金光儲) : 판도판서(版圖判書)를 역임하였다.
- 김순(金順) : 호조 판서(戶曹判書)를 역임하였다.

### 조선
- 김문기(金文基) : 조선 세조조에 관직이 공조판서(工曹判書)에 이르렀으나, 단종 복위 사건에 연루되어 처형되었다. 20세기에 와서 사육신의 한 사람으로 인정되었다.
- 김준(金遵): 자는 응원(應遠)이며, 호는 만지당(晩池堂)이다. 운의 아들이며 시조 김 시흥의 대종손이다. 세종 때 병조판서를 거쳐 대광보국숭록대부(大匡輔國崇祿大夫) 돈녕부영사(敦寧府領事)에 이르렀다. 전라남도 고흥군 과역면 가산리에 정주하고 못을 파 연꽃을 심어 고기를 기르며 호를 만지당이라 하였다. 조선 초기 관직이 영돈녕부사에 이르렀으나 사종숙인 백촌 김 문기 종숙이 사육신과 함께 순절, 서울 필동에서 가족을 거느리고 고흥군 과역면 가산리에 내려와 세속을 끊고 지내다가 단종이 승하했다는 얘기를 듣고 월악산에 올라 통곡하면서 충신으로서의 예를 모두 치렀다.세조가 좌의정 벼슬을 권유하였으나 고사하고 구치잠과 계자서를 지어 지역 유림과 후손들에게 학문을 가르치었다.
- 김도현(金道鉉) : 김문기의 15대손으로, 자는 명옥(鳴玉), 호는 벽산(碧山). 조선 말기의 의병장이다.
- 김병조(金秉祚) : 독립 운동가. 3·1 운동 당시 민족 대표 33인 중 한 명이었다.

### 대한민국
- 김영삼(金泳三) : 제14대 대한민국 대통령(大韓民國 大統領)을 역임하였다.
- 김종빈(金鍾彬) : 제34대 검찰총장(檢察總長)을 역임하였다.
- 김석수(金碩洙) : 제34대 국무총리(國務總理)를 역임하였다.
- 김준규(金畯圭) : 제37대 검찰총장(檢察總長)을 역임하였다.
- 김도근(金稌根) : 통일주체국민회의 대의원(代議院)을 역임하였다. 박태준(朴泰俊) 국무총리와 사돈 관계이다.
- 김진재(金鎭載) : 한나라당 부총재, 제11·13·14대·15·16대 국회의원(國會議員)을 역임하였다.
- 김진태(金鎭太) : 제40대 검찰총장(檢察總長)을 역임하였다.
- 김세연(金世淵) : 김진재의 아들, 제18·19·20대 국회의원(國會議員)을 역임하였다.

## 과거 급제자
김녕 김씨는 조선시대 문과 급제자 2명을 배출하였다.
문과
김용덕(金溶悳) 김진영(金鎭永)
무과
김경초(金慶礎) 김효준(金哮俊) 김성현(金聲顯) 김우달(金羽達) 김정호(金鼎豪)
김처행(金處行)
생원시
김만원(金萬源) 김승룡(金昇龍) 김우성(金宇聲) 김인호(金仁浩) 김재성(金在性)
진사시
김경성(金擎成) 김봉선(金鳳善) 김서범(金書範) 김성모(金性模) 김용직(金溶直)
김지원(金止源) 김홍란(金鴻欒)

## 항렬자
- 영돈녕공 준파(領敦寧公 遵派)

| 世       | 23세 | 24세 | 25세 | 26세 | 27세 | 28세 | 29세 | 30세 | 31세    | 32세 | 33세 | 34세 | 35세 | 36세 | 37세 | 38세 | 39세 | 40세 | 41세 | 42세 |  |
| -------- | ---- | ---- | ---- | ---- | ---- | ---- | ---- | ---- | ------- | ---- | ---- | ---- | ---- | ---- | ---- | ---- | ---- | ---- | ---- | ---- |  |
| 항열자   | *정  | 계*  | *형  | 기*  | *석  | 영*  | *빈  | 병*  | *진,균  | 종*  | *원  | 동*  | *현  | 중*  | *련  | 홍*  | *근  | 용*  | *규  | 태*  |  |
| 行 列 字 | *廷  | 季*  | *炯  | 基*  | *錫  | 永*  | *彬  | 炳*  | *珍.*均 | 鍾*  | *源  | 東*  | *炫  | 重*  | *鍊  | 洪*  | *根  | 容*  | *圭  | 兌*  |  |

- 진주목사공 형파(晋州牧使公 硎派)

| 世       | 23세 | 24세 | 25세 | 26세 | 27세 | 28세 | 29세 | 30세 | 31세 | 32세 | 33세 | 34세 | 35세 | 36세 | 37세 | 38세 | 39세 | 40세 |
| -------- | ---- | ---- | ---- | ---- | ---- | ---- | ---- | ---- | ---- | ---- | ---- | ---- | ---- | ---- | ---- | ---- | ---- | ---- |
| 항열자   | *환  | 회*  | *진  | 기태 | *래  | 연*  | *각  | 태*  | *한  | 진*  | *남  | 정*  | *선  | 해*  | *주  | 병*  | *교  | 련*  |
| 行 列 字 | *煥  | 會*  | *鎭  | 淇泰 | *來  | 然*  | *珏  | 兌*  | *漢  | 震*  | *南  | 正*  | *善  | 海*  | *柱  | 炳*  | *敎  | 鍊   |

- 충정공 준영파(忠貞公 俊榮派)

| 世       | 26세 | 27세 | 28세 | 29세 | 30세 | 31세 | 32세 | 33세 | 34세 | 35세 | 36세 | 37세 | 38세 | 39세 | 40세 | 41세 |
| -------- | ---- | ---- | ---- | ---- | ---- | ---- | ---- | ---- | ---- | ---- | ---- | ---- | ---- | ---- | ---- | ---- |
| 항열자   | *상  | *섭  | 철*  | *종  | 수*  | *식  | 형*  | *배  | 용*  | *호  | 영*  | *열  | 원*  | *현  | 해*  |      |
| 行 列 字 | *相  | *燮  | 喆*  | *鍾  | 洙*  | *植  | 炯*  | *培  | 容*  | *浩  | 榮*  | *烈  | 元*  | *鉉  | 海*  |      |
| 항열자   | *상  | *환  | 기*  | *호  | 형*  | *동  | 남*  | *균  | 석*  | *연  | 주*  | *희  | 규*  | *진  | 락*  |      |
| 行 列 字 | *秉  | *煥  | 基*  | *鎬  | 涥*  | *東  | 南*  | *均  | 錫*  | *淵  | 柱*  | *熙  | 圭*  | *鎭  | 洛*  |      |

- 충경공 경세파(忠敬公 景世派)

| 世       | 23세 | 24세 | 25세 | 26세 | 27세 | 28세 | 29세 | 30세 | 31세 | 32세 | 33세 | 34세 | 35세 | 36세 | 37세 | 38세 |
| -------- | ---- | ---- | ---- | ---- | ---- | ---- | ---- | ---- | ---- | ---- | ---- | ---- | ---- | ---- | ---- | ---- |
| 항열자   | *환  | 회*  | *진  | 홍*  | *래  | 연*  | *각  | 태*  | *임  | 진*  | *남  | 정*  | *선  | 해*  | *주  | 병*  |
| 行 列 字 | *煥  | 會*  | *鎭  | 洪*  | *來  | 然*  | *珏  | 兌*  | *壬  | 震*  | *南  | 正*  | *善  | 海*  | *柱  | 炳*  |

- 광주유수공 안도파(廣州留守公 安道派)

| 世       | 27세 | 28세 | 29세 | 30세 | 31세 | 32세 | 33세 | 34세 | 35세 | 36세 | 37세 | 38세 | 39세 | 40세 | 41세 | 42세 |
| -------- | ---- | ---- | ---- | ---- | ---- | ---- | ---- | ---- | ---- | ---- | ---- | ---- | ---- | ---- | ---- | ---- |
| 항열자   | *건  | 철*  | *표  | 엽*  | *곤  | 호*  | *례  | 권*  | *섭  | 배*  | *도  | 호*  | *근  | 찬*  | *교  |      |
| 行 列 字 | *鍵  | 徹*  | *杓  | 燁*  | *坤  | 鎬*  | *澧  | 權*  | *燮  | 培*  | *鍍  | 浩*  | *根  | 燦*  | *敎  |      |
| 항열자   | *탁  | 연*  | *채  | 묵*  | *지  | 경*  | *순  | 환*  | *병  | 재*  | *현  | 영*  | *모  | 영*  | *성  |      |
| 行 列 字 | *鐸  | 淵*  | *采  | 黙   | *址  | 鏡*  | *淳  | 桓*  | *炳  | 在*  | *鉉  | 泳*  | *模  | 泳*  | *城  |      |

- 송암공 질파(松菴公 秩派)

| 世       | 23세 | 24세 | 25세 | 26세 | 27세 | 28세 | 29세 | 30세 | 31세 | 32세 | 33세 | 34세 | 35세 | 36세 | 37세 | 38세 |
| -------- | ---- | ---- | ---- | ---- | ---- | ---- | ---- | ---- | ---- | ---- | ---- | ---- | ---- | ---- | ---- | ---- |
| 항열자   | 영*  | *직  | 환*  | *주  | 종*  | *오  | 조*  | *용  | 상*  | *섭  | 건*  | *준  | 복*  | *혁  | *증  |      |
| 行 列 字 | 永*  | *稙  | 煥*  | *周  | 鍾*  | *旿  | 朝*  | *溶  | 相*  | *燮  | 建*  | *準  | 復*  | *赫  | *增  |      |
| 항열자   | 영*  | *근  | 병*  | *희  | 선*  | *소  | 명*  | *준  | 주*  | *열  | 정*  | *승  | 래*  | *노  | *서  |      |
| 行 列 字 | 永*  | *根  | 炳*  | *禧  | 善*  | *昭  | 明*  | *濬  | 柱*  | *烈  | 正*  | *承  | 來*  | *魯  | *書  |      |

- 전법령공 명로파(典法令公 命路派)

| 世       | 23세 | 24세 | 25세 | 26세 | 27세 | 28세 | 29세 | 30세 | 31세 | 32세 | 33세 | 34세 | 35세 | 36세 | 37세 | 38세 | 39세 | 40세 |
| -------- | ---- | ---- | ---- | ---- | ---- | ---- | ---- | ---- | ---- | ---- | ---- | ---- | ---- | ---- | ---- | ---- | ---- | ---- |
| 항열자   | 병*  | *규  | 진*  | *홍  | 상*  | *희  | 지*  | *석  | 영*  | *근  | 형*  | *준  | 옥*  | *태  | 정*  | *렬  | 재*  | *용  |
| 行 列 字 | 炳*  | *圭  | 鎭*  | *洪  | 相*  | *熙  | 志*  | *錫  | 泳*  | *根  | 炯*  | *埈  | 鈺*  | *泰  | 楨*  | *烈  | 載*  | *鏞  |
| 항열자   | 경*  | *곤  | 령*  | *수  | 병*  | *훈  | 재*  | *연  | 호*  | *주  | 섭*  | *철  | 선*  | *영  | 주*  | *환  | 채*  | *현  |
| 行 列 字 | 炅*  | *坤  | 鈴*  | *洙  | 柄*  | *勳  | 在*  | *鍊  | 浩*  | *株  | 燮*  | *喆  | 鐥*  | *永  | 柱*  | *煥  | 埰*  | *鉉  |
| 항열자   | 엽*  | *지  | 은*  | *태  | 동*  | *현  | 기*  | *종  | 한*  | *병  | 희*  | *규  | 용*  | *준  | 래*  | *연  | 배*  | *호  |
| 行 列 字 | 燁*  | *址  | 銀*  | *泰  | 東*  | *炫  | 基*  | *種  | 漢*  | *秉  | 熺   | *奎  | 鎔*  | *浚  | 來   | *然  | 培*  | *鎬  |

- 만은공 길상파(晩隱公 吉祥派)

| 世       | 23세 | 24세 | 25세 | 26세 | 27세 | 28세 | 29세 | 30세 | 31세 | 32세 | 33세 | 34세 | 35세 | 36세 | 37세 | 38세 | 39세 | 40세 |
| -------- | ---- | ---- | ---- | ---- | ---- | ---- | ---- | ---- | ---- | ---- | ---- | ---- | ---- | ---- | ---- | ---- | ---- | ---- |
| 항열자   | *성  | 호*  | *현  | 연*  | *권  | 병*  | *규  | 진*  | *순  | 주*  | *준  | 재*  | *호  | 원*  | *환  | 희*  | *증  | 석*  |
| 行 列 字 | *聖  | 浩*  | *鉉  | 淵*  | *權  | 炳*  | *圭  | 鎭*  | *淳  | 柱*  | *晙  | 在*  | *鎬  | 源*  | *桓  | 熙*  | *增  | 錫*  |
| 항열자   | *재  | 석*  | *호  | 상*  | *환  | 규*  |      | 진*  | *호  | 정*  | *휘  | 기*  | *련  | 수*  | *모  | 훈*  | *균  | 종*  |
| 行 列 字 | *在  | 錫*  | *浩  | 相*  | *煥  | 奎*  |      | 鎭*  | *浩  | 楨*  | *暉  | 基*  | *鍊  | 洙*  | *模  | 熏*  | *均  | 鍾*  |
| 항열자   |      |      |      |      |      |      |      |      | *호  | 주*  | *경  | 지*  | *용  | 하*  | *백  | 렬*  | *배  | 옥*  |
| 行 列 字 |      |      |      |      |      |      |      |      | *浩  | 柱*  | *暻  | 址*  | *鎔  | 河*  | *栢  | 烈*  | *培  | 鈺*  |

- 충의공 문기파(忠毅公 文基派)

| 世       | 23세 | 24세 | 25세 | 26세 | 27세 | 28세 | 29세 | 30세 | 31세 | 32세 | 33세 | 34세 | 35세 | 36세 | 37세 | 38세 | 39세 | 40세 |
| -------- | ---- | ---- | ---- | ---- | ---- | ---- | ---- | ---- | ---- | ---- | ---- | ---- | ---- | ---- | ---- | ---- | ---- | ---- |
| 항열자   | 용*  | *권  | 형*  | *규  | 진*  | *연  | 정*  | *엽  | 민*  | *호  | 영*  | *근  | 찬*  | *곤  | 종*  | *락  | 래*  | *경  |
| 行 列 字 | 溶*  | *權  | 炯*  | *圭  | 鎭*  | *淵  | 楨*  | *燁  | 玟*  | *鎬  | 泳*  | *根  | 燦*  | *坤  | 鍾*  | *洛  | 來*  | *炅  |
| 항열자   | 문*  | *모  | 병*  | *기  | 종*  | *수  | 동*  | *섭  | 각*  | *현  | 준*  | *병  | 환*  | *준  | 광*  | *한  | 병*  |      |
| 行 列 字 | 汶*  | *模  | 炳*  | *基  | 鍾*  | *洙  | 東*  | *燮  | 珏*  | *鉉  | 浚*  | *柄  | 煥*  | *俊  | 鑛*  | *漢  | 柄*  |      |
| 항열자   | 광*  | *주  | 현*  | *규  | 련*  | *태  | 병*  | *열  | 지*  | *건  | 호*  | *상  | 희*  | *균  | 옥*  | *영  |      |      |
| 行 列 字 | 洸*  | *柱  | 炫*  | *奎  | 鍊*  | *泰  | 秉*  | *烈  | 址*  | *鍵  | 浩*  | *相  | 熙*  | *均  | 鈺*  | *永  |      |      |

- 대사성공 지파(大司成公 智派)

| 世       | 23세 | 24세 | 25세 | 26세 | 27세 | 28세 | 29세 | 30세 | 31세 | 32세 | 33세 | 34세 | 35세 | 36세 | 37세 | 38세 | 39세 | 40세 |
| -------- | ---- | ---- | ---- | ---- | ---- | ---- | ---- | ---- | ---- | ---- | ---- | ---- | ---- | ---- | ---- | ---- | ---- | ---- |
| 항열자   | *홍  | 병*  | *열  | 규*  | *흠  | 영*  | *휴  | 희*  | *곤  | 호*  | *연  | 래*  | *현  | 재*  | *련  | 용*  | *걸  | 경*  |
| 行 列 字 | *洪  | 秉*  | *烈  | 奎*  | *欽  | 泳*  | *休  | 熙*  | *坤  | 鎬*  | *淵  | 來*  | *炫  | 載*  | *鍊  | 溶*  | *杰  | 炅*  |
| 항열자   | *익  | 주*  | *열  | 준*  | *선  | 우*  | *표  | 훈*  | *균  | 련*  | *수  | 상*  | *섭  | 노*  | *용  | 영*  | *주  | 병*  |
| 行 列 字 | *翼  | 柱*  | *烈  | 埈*  | *鐥  | 雨*  | *杓  | 勳*  | *均  | 鍊*  | *洙  | 相*  | *燮  | 老*  | *鎔  | 永*  | *柱  | 炳*  |
| 항열자   | *한  | 동*  | *환  |      | *현  | 수*  | *병  | 연*  | *재  | 진*  | *호  | 근*  | *희  | 지*  | *연  | 원*  | *주  | 홍*  |
| 行 列 字 | *漢  | 東*  | *煥  |      | *鉉  | 洙*  | *柄  | 然*  | *在  | 鎭*  | *浩  | 根*  | *熺  | 址*  | *鉛  | 源*  | *柱  | 烘*  |

- 병조참판공 전파(兵曹叅判公 銓派)

| 世       | 24세 | 25세 | 26세 | 27세 | 28세 | 29세 | 30세 | 31세 | 32세 | 33세 | 34세 | 35세 | 36세 | 37세 | 38세 | 39세 | 40세 | 41세 |
| -------- | ---- | ---- | ---- | ---- | ---- | ---- | ---- | ---- | ---- | ---- | ---- | ---- | ---- | ---- | ---- | ---- | ---- | ---- |
| 항열자   | 동*  | *묵  | 기*  | *용  | 민*  | *환  | 경*  | *준  | 기*  | *진  | 근*  | *현  | 평*  | *석  | 택*  | *재  | 병*  | *환  |
| 行 列 字 | 東*  | *黙  | 基*  | *鎔  | 泯*  | *桓  | 炅*  | *埈  | 錡*  | *津  | 槿*  | *炫  | 坪*  | *錫  | 澤*  | *栽  | 炳*  | *桓  |

- 도순찰사공 문제파(都巡察使公 文齊派)

| 世       | 23세 | 24세 | 25세 | 26세 | 27세 | 28세 | 29세 | 30세 | 31세 | 32세 | 33세 | 34세 | 35세 | 36세 | 37세 | 38세 | 39세 | 40세 |
| -------- | ---- | ---- | ---- | ---- | ---- | ---- | ---- | ---- | ---- | ---- | ---- | ---- | ---- | ---- | ---- | ---- | ---- | ---- |
| 항열자   | 용*  | *권  | 형*  | *규  | 호*  | *순  | 종*  | *희  | 균*  | *수  | 홍*  | *휴  | 근*  | *성  | 기*  |      |      |      |
| 行 列 字 | 溶*  | *權  | 炯*  | *圭  | 鎬*  | *淳  | 種*  | *熙  | 均*  | *銖  | 洪*  | *休  | 根*  | *性  | 基*  |      |      |      |

- 충민공 인찬파(忠愍公 仁贊派)

| 世       | 23세 | 24세 | 25세 | 26세 | 27세 | 28세 | 29세 | 30세 | 31세 | 32세 | 33세 | 34세 | 35세 | 36세 | 37세 | 38세 | 39세 | 40세 |
| -------- | ---- | ---- | ---- | ---- | ---- | ---- | ---- | ---- | ---- | ---- | ---- | ---- | ---- | ---- | ---- | ---- | ---- | ---- |
| 항열자   | 정*  | *학  | 조*  | *직  | 현*  | *원  | 호*  | *영  | 병*  | *환  | 재*  | *종  | 태*  | *상  | 용*  | *규  | 석*  | *수  |
| 行 列 字 | 廷*  | *學  | 朝*  | *稙  | 顯*  | *遠  | 鎬*  | *泳  | 秉*  | *煥  | 載*  | *鍾  | 泰*  | *相  | 容*  | *圭  | 錫*  | *洙  |

- 상서공 문희파(尙書公 文熙派)

| 世       | 23세 | 24세 | 25세 | 26세 | 27세 | 28세 | 29세 | 30세 | 31세 | 32세 | 33세 | 34세 | 35세 | 36세 | 37세 | 38세 | 39세 | 40세 |
| -------- | ---- | ---- | ---- | ---- | ---- | ---- | ---- | ---- | ---- | ---- | ---- | ---- | ---- | ---- | ---- | ---- | ---- | ---- |
| 항열자   | 용*  | *권  | 형*  | *규  | 선*  | *수  | 주*  | *환  | 은*  | *호  | 준*  | *동  | 병*  | *곤  | 진*  | *영  |      |      |
| 行 列 字 | 溶*  | *權  | 炯*  | *圭  | 銑*  | *洙  | 柱*  | *煥  | 垠*  | *鎬  | 浚*  | *東  | 炳*  | *坤  | 鎭*  | *泳  |      |      |

- 시랑공 문백파(侍郞公 文佰派)

| 世 25세  | 26세 | 27세 | 28세 | 29세 | 30세 | 31세 | 32세 | 33세 | 34세 | 35세 | 36세 | 37세 | 38세 | 39세 | 40세 | 41세 | 42세 |
| -------- | ---- | ---- | ---- | ---- | ---- | ---- | ---- | ---- | ---- | ---- | ---- | ---- | ---- | ---- | ---- | ---- | ---- |
| 항열자   | 정*  | *엽  | 재*  | *호  | 영*  | *근  | 희*  | *곤  | 용*  | *락  | 상*  | *희  | 재*  | *현  |      |      |      |
| 行 列 字 | 楨*  | *燁  | 在   | *鎬  | 泳*  | *根  | 熺*  | *坤  | 鏞*  | *洛  | 相*  | *熙  | 載*  | *鉉  |      |      |      |
| 항열자   | 영*  | *섭  | 재*  | *현  | 준*  | *병  | 환*  | *준  | 탁*  | *한  | 영*  | *열  | 기*  | *진  |      |      |      |
| 行 列 字 | 榮*  | *燮  | 栽*  | *鉉  | 濬*  | *柄  | 煥*  | *埈  | 鐸*  | *漢  | 榮*  | *烈  | 基*  | *鎭  |      |      |      |

## 집성촌
- 대구광역시 달성군 가창면 삼산리
- 대구광역시 북구 노곡동
- 경상남도 진주시 진성면 하촌리
- 경상남도 진주시 미천면 향양리
- 경상남도 진주시 미천면 반지리
- 경상남도 고성군 삼산면 미룡리
- 경상남도 의령군 궁유면 평촌리
- 경상남도 합천군 쌍백면 삼리
- 경상남도 함안군 대산면 구혜리
- 경상북도 예천군 지보면 대죽리
- 경상북도 경주시 양남면 나산리
- 경상북도 김천시 대덕면 덕산리
- 경상북도 김천시 감문면 금라리
- 경상북도 상주시 초산동
- 경상북도 고령군 우곡면 답곡리
- 경상북도 군위군 부계면 명산리
- 경상북도 영덕군 병곡면 삽읍리
- 경기도 광명시 노온사동
- 경기도 안산시 단원구 화정동
- 경기도 화성시 송산면 용포리
- 강원특별자치도 삼척시 도계읍 대기리
- 강원특별자치도 평창군 진부면 동사리
- 전북특별자치도 순창군 금과면 대성리
- 전라남도 담양군 대전면
- 전라남도 여수시 화양면
- 전북특별자치도 순창군 금과면 청룡리
- 전라남도 고흥군, 과역면 석촌리 점암면 화계리
- 전라남도 무안군 해제면 학송리
- 충청남도 논산시 은진면 방축리
- 충청북도 괴산군 연풍면 분지리
- 충청북도 영동군 황간면
- 충청북도 영동군 영동읍 예전리
- 황해도 신계군 다미면 중산리
- 세종특별자치시 보람동(구 충청남도 연기군 호탄리)
- 전북특별자치도 고창군 무장면 신촌리
- 전라남도 장성군 북하면 대악리2구

## 인구
- 1985년 102,901가구, 424,336명
- 2000년 162,204가구, 513,015명
- 2015년 김녕 김씨 290,092명 + 금녕 김씨 287,701명 = 577,793명

## 같이 보기
- 김알지
- 경순왕
- 김 (성씨)
- 김해 김씨 (후김)
- 법흥 김씨